# Министры иностранных дел Азербайджана
Министр иностранных дел Азербайджана (азерб. Azərbaycan Xarici Işlər Naziri) — глава внешнеполитического ведомства Азербайджана. Министр иностранных дел Азербайджана назначается на должность и отстраняется от должности Президентом Азербайджанской Республики.
Нынешний министр — Джейхун Байрамов

## Список министров

### Министры иностранных делАзербайджанской демократической республики
| # | Министр                  | Фото | Период нахождения в должности   | Партия       |
| - | ------------------------ | ---- | ------------------------------- | ------------ |
| 1 | Мамед Гасан Гаджинский   |      | 28 мая 1918 — 6 октября 1918    | Мусават      |
| 2 | Алимардан-бек Топчибашев |      | 6 октября 1918 — 7 декабря 1918 | беспартийный |
| 3 | Фатали Хан Хойский       |      | 26 декабря 1918 — 14 марта 1919 | беспартийный |
| 4 | Мамед Юсиф Джафаров      |      | 14 марта 1919 — 22 декабря 1919 | Мусават      |
| 5 | Фатали Хан Хойский       |      | 24 декабря 1919 — 30 марта 1920 | беспартийный |

### Главы органа иностранных делАзербайджанской Советской Социалистической Республики
| #                                                      | Министр                                                | Фото                                                   | Период нахождения в должности                          | Партия                                                 |                                                        |
| Народные комиссары иностранных дел Азербайджанской ССР | Народные комиссары иностранных дел Азербайджанской ССР | Народные комиссары иностранных дел Азербайджанской ССР | Народные комиссары иностранных дел Азербайджанской ССР | Народные комиссары иностранных дел Азербайджанской ССР | Народные комиссары иностранных дел Азербайджанской ССР |
| ------------------------------------------------------ | ------------------------------------------------------ | ------------------------------------------------------ | ------------------------------------------------------ | ------------------------------------------------------ | ------------------------------------------------------ |
| 1                                                      | Нариман Нариманов                                      |                                                        | май 1920 — 2 мая 1921                                  |                                                        |                                                        |
| 2                                                      | Мирза Давуд Гусейнов                                   |                                                        | 2 мая 1921 — декабрь 1921                              |                                                        |                                                        |
| В 1923—1944 гг. Наркомат ликвидирован                  |                                                        |                                                        |                                                        |                                                        |                                                        |
| 3                                                      | Махмуд Алиев                                           |                                                        | 1944 — 28 марта 1946                                   | КПСС                                                   |                                                        |
| Министры иностранных дел Азербайджанской ССР           |                                                        |                                                        |                                                        |                                                        |                                                        |
| 1                                                      | Махмуд Алиев                                           |                                                        | 28 марта 1946 — 24 сентября 1958                       | КПСС                                                   |                                                        |
| 2                                                      | Таира Таирова                                          |                                                        | апрель 1959 — 23 ноября 1983                           |                                                        |                                                        |
| 3                                                      | Эльмира Кафарова                                       |                                                        | 1 декабря 1983 — 22 декабря 1987                       | КПСС                                                   |                                                        |
| 4                                                      | Гусейн-Ага Садыков                                     |                                                        | 23 января 1988 — 30 августа 1991                       | КПСС                                                   |                                                        |

### Министры иностранных делАзербайджанской Республики
| #     | Министр            | Фото | Период нахождения в должности     | Партия            |
| ----- | ------------------ | ---- | --------------------------------- | ----------------- |
| 1     | Гусейн-Ага Садыков |      | январь 1992 — 29 мая 1992         |                   |
| 2     | Тофик Гасымов      |      | 4 июля 1992 — 26 июня 1993        |                   |
| и. о. | Альберт Саламов    |      | июнь 1993 — 2 сентября 1993       |                   |
| 3     | Гасан Гасанов      |      | 2 сентября 1993 — 16 февраля 1998 |                   |
| 4     | Тофик Зульфугаров  |      | 5 марта 1998 — 26 октября 1999    |                   |
| 5     | Вилаят Гулиев      |      | 26 октября 1999 — 2 апреля 2004   | Новый Азербайджан |
| 6     | Эльмар Мамедъяров  |      | с 2 апреля 2004 — 16 июля 2020    | Новый Азербайджан |
| 7     | Джейхун Байрамов   |      | с 16 июля 2020                    | Новый Азербайджан |